# Ampilly-les-Bordes
Ne doit pas être confondu avec Ampilly-le-Sec.
Ampilly-les-Bordes est une commune française située dans le canton de Châtillon-sur-Seine du département de la Côte-d'Or, en région Bourgogne-Franche-Comté.

## Géographie

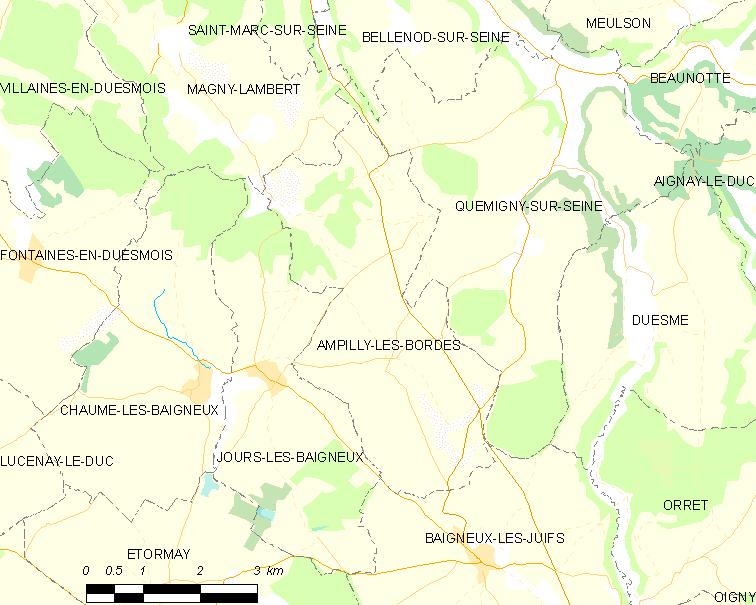

Ampilly-les-Bordes s'étend sur 14,5 km2 à une altitude comprise entre 350 et 421 mètres.

### Voies de communication et transports
La commune est située à proximité de la route départementale 971 reliant Troyes à Dijon.

### Lieux-dits
La commune comprend trois hameaux :
- Ampilly-le-Haut, détaché de Quémigny en 1875 et jadis partagé entre les ducs de Bourgogne et les Hospitaliers,
- La Folie et
- Meursauges, anciennes granges de l'abbaye de Quincy[1]. Les origines de la chapelle remonteraient au XIIe siècle. Pendant les guerres de Religion, les moines de Quincy y auraient caché en 1562, le chef de Saint-Honoré pour le soustraire aux pillards. L'édifice est partiellement reconstruit en 1883.

### Climat
Pour des articles plus généraux, voir Climat de la Bourgogne-Franche-Comté et Climat de la Côte-d'Or.
En 2010, le climat de la commune est de type climat des marges montargnardes, selon une étude du Centre national de la recherche scientifique s'appuyant sur une série de données couvrant la période 1971-2000. En 2020, Météo-France publie une typologie des climats de la France métropolitaine dans laquelle la commune est exposée à un climat océanique altéré et est dans la région climatique Lorraine, plateau de Langres, Morvan, caractérisée par un hiver rude (1,5 °C), des vents modérés et des brouillards fréquents en automne et hiver.
Pour la période 1971-2000, la température annuelle moyenne est de 9,9 °C, avec une amplitude thermique annuelle de 16,5 °C. Le cumul annuel moyen de précipitations est de 887 mm, avec 12,8 jours de précipitations en janvier et 8,5 jours en juillet. Pour la période 1991-2020, la température moyenne annuelle observée sur la station météorologique de Météo-France la plus proche, « Montbard_sapc », sur la commune de Montbard à 22 km à vol d'oiseau, est de 11,4 °C et le cumul annuel moyen de précipitations est de 853,5 mm,. Pour l'avenir, les paramètres climatiques de la commune estimés pour 2050 selon différents scénarios d'émission de gaz à effet de serre sont consultables sur un site dédié publié par Météo-France en novembre 2022.

## Urbanisme

### Typologie
Au 1er janvier 2024, Ampilly-les-Bordes est catégorisée commune rurale à habitat très dispersé, selon la nouvelle grille communale de densité à 7 niveaux définie par l'Insee en 2022.
Elle est située hors unité urbaine et hors attraction des villes,.

### Occupation des sols
L'occupation des sols de la commune, telle qu'elle ressort de la base de données européenne d’occupation biophysique des sols Corine Land Cover (CLC), est marquée par l'importance des territoires agricoles (92,3 % en 2018), une proportion identique à celle de 1990 (92,3 %). La répartition détaillée en 2018 est la suivante : terres arables (86 %), forêts (7,7 %), zones agricoles hétérogènes (5,7 %), prairies (0,5 %). L'évolution de l’occupation des sols de la commune et de ses infrastructures peut être observée sur les différentes représentations cartographiques du territoire : la carte de Cassini (XVIIIe siècle), la carte d'état-major (1820-1866) et les cartes ou photos aériennes de l'IGN pour la période actuelle (1950 à aujourd'hui).

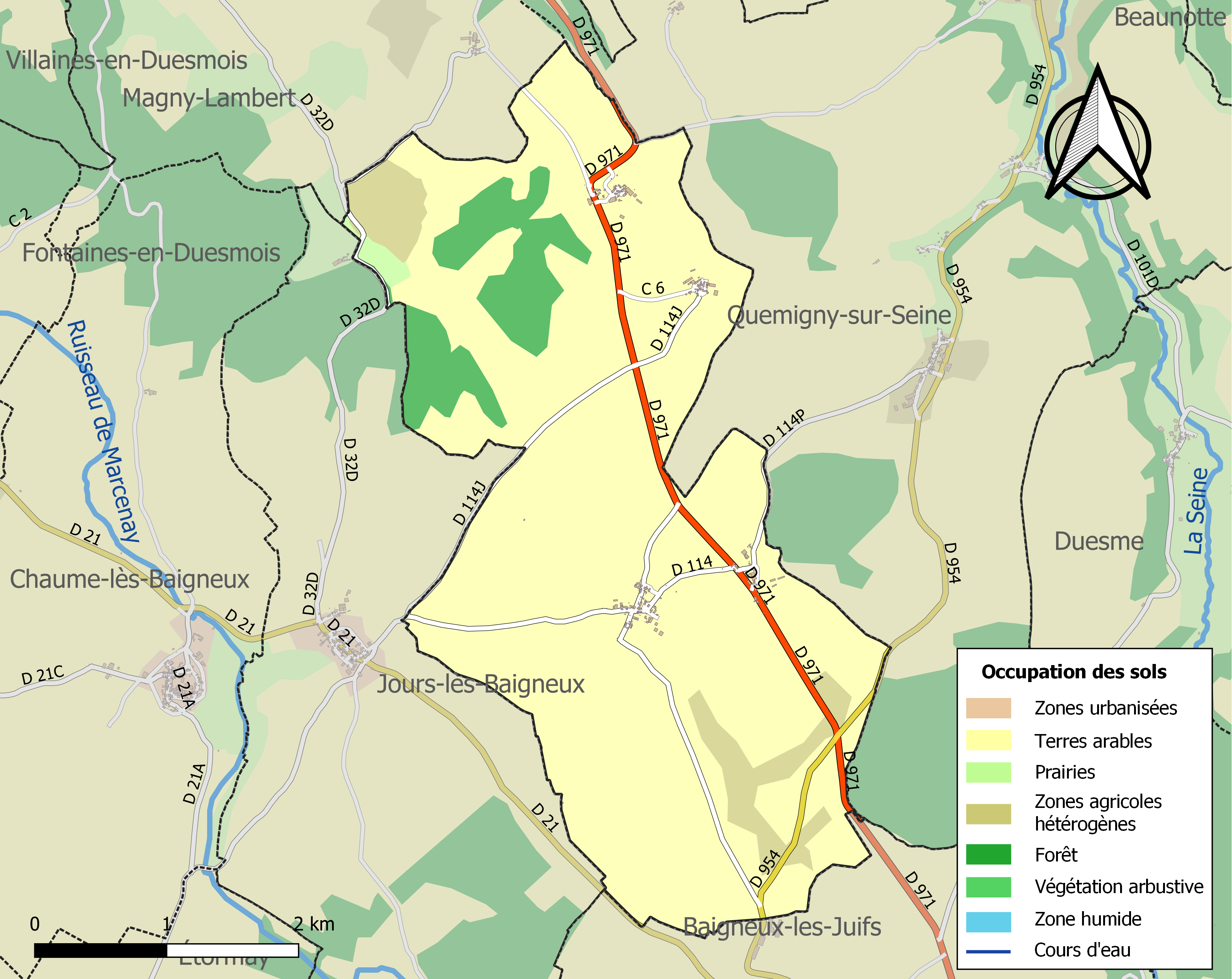
Carte des infrastructures et de l'occupation des sols de la commune en 2018 (CLC).

## Histoire

### Préhistoire et Antiquité
Des vestiges mégalithiques et gallo-romains témoignent de l'occupation ancienne du site.

### Moyen Âge
Terroir essentiellement monacal, le territoire actuel de la commune est partagé entre les hospitaliers, les bénédictins de Quincy et le duché de Bourgogne.

### Époque moderne
Rattaché à l'abbaye de Flavigny les habitants sont affranchis de la mainmorte en 1599 et dépendent du bailliage de Châtillon et du diocèse d'Autun jusqu'à la Révolution.

## Politique et administration

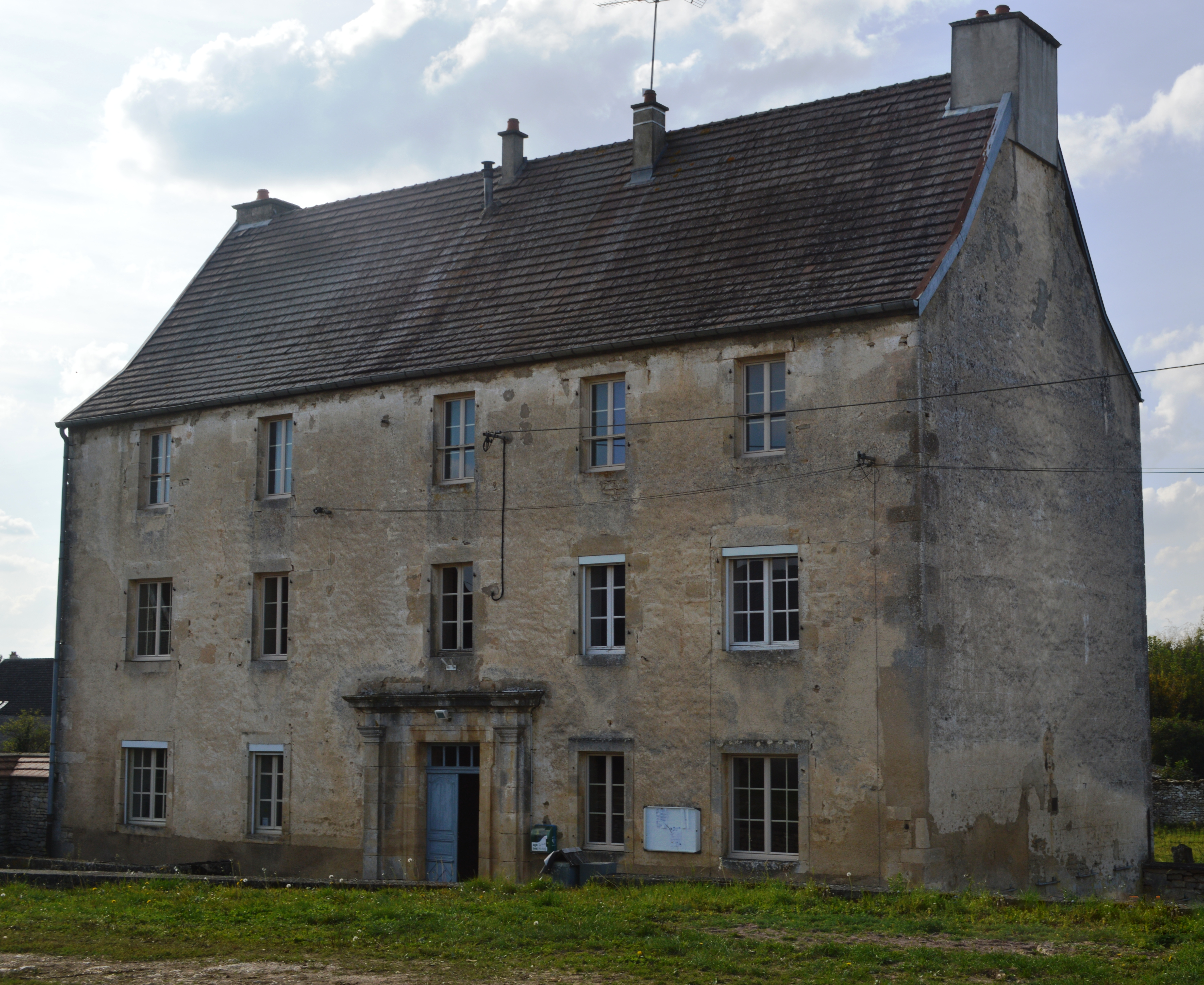
La mairie.

| Période                                  | Période   | Identité        | Étiquette | Qualité |
| ---------------------------------------- | --------- | --------------- | --------- | ------- |
| mars 2001                                | mars 2008 | Odette Parent   |           |         |
| mars 2008                                | En cours  | Luc Babouillard |           |         |
| Les données manquantes sont à compléter. |           |                 |           |         |

## Démographie
L'évolution du nombre d'habitants est connue à travers les recensements de la population effectués dans la commune depuis 1793. Pour les communes de moins de 10 000 habitants, une enquête de recensement portant sur toute la population est réalisée tous les cinq ans, les populations de référence des années intermédiaires étant quant à elles estimées par interpolation ou extrapolation. Pour la commune, le premier recensement exhaustif entrant dans le cadre du nouveau dispositif a été réalisé en 2004.

En 2022, la commune comptait 81 habitants, en évolution de −4,71 % par rapport à 2016 (Côte-d'Or : +0,82 %, France hors Mayotte : +2,11 %).
| 1793 | 1800 | 1806 | 1821 | 1831 | 1836 | 1841 | 1846 | 1851 |
| ---- | ---- | ---- | ---- | ---- | ---- | ---- | ---- | ---- |
| 208  | 186  | 218  | 226  | 237  | 254  | 234  | 240  | 234  |

| 1856 | 1861 | 1866 | 1872 | 1876 | 1881 | 1886 | 1891 | 1896 |
| ---- | ---- | ---- | ---- | ---- | ---- | ---- | ---- | ---- |
| 225  | 217  | 212  | 211  | 193  | 199  | 215  | 202  | 190  |

| 1901 | 1906 | 1911 | 1921 | 1926 | 1931 | 1936 | 1946 | 1954 |
| ---- | ---- | ---- | ---- | ---- | ---- | ---- | ---- | ---- |
| 165  | 151  | 150  | 168  | 147  | 177  | 156  | 155  | 166  |

| 1962 | 1968 | 1975 | 1982 | 1990 | 1999 | 2004 | 2006 | 2009 |
| ---- | ---- | ---- | ---- | ---- | ---- | ---- | ---- | ---- |
| 152  | 126  | 115  | 117  | 100  | 90   | 68   | 62   | 76   |

| 2014 | 2019 | 2022 | - | - | - | - | - | - |
| ---- | ---- | ---- | - | - | - | - | - | - |
| 82   | 82   | 81   | - | - | - | - | - | - |

## Culture locale et patrimoine

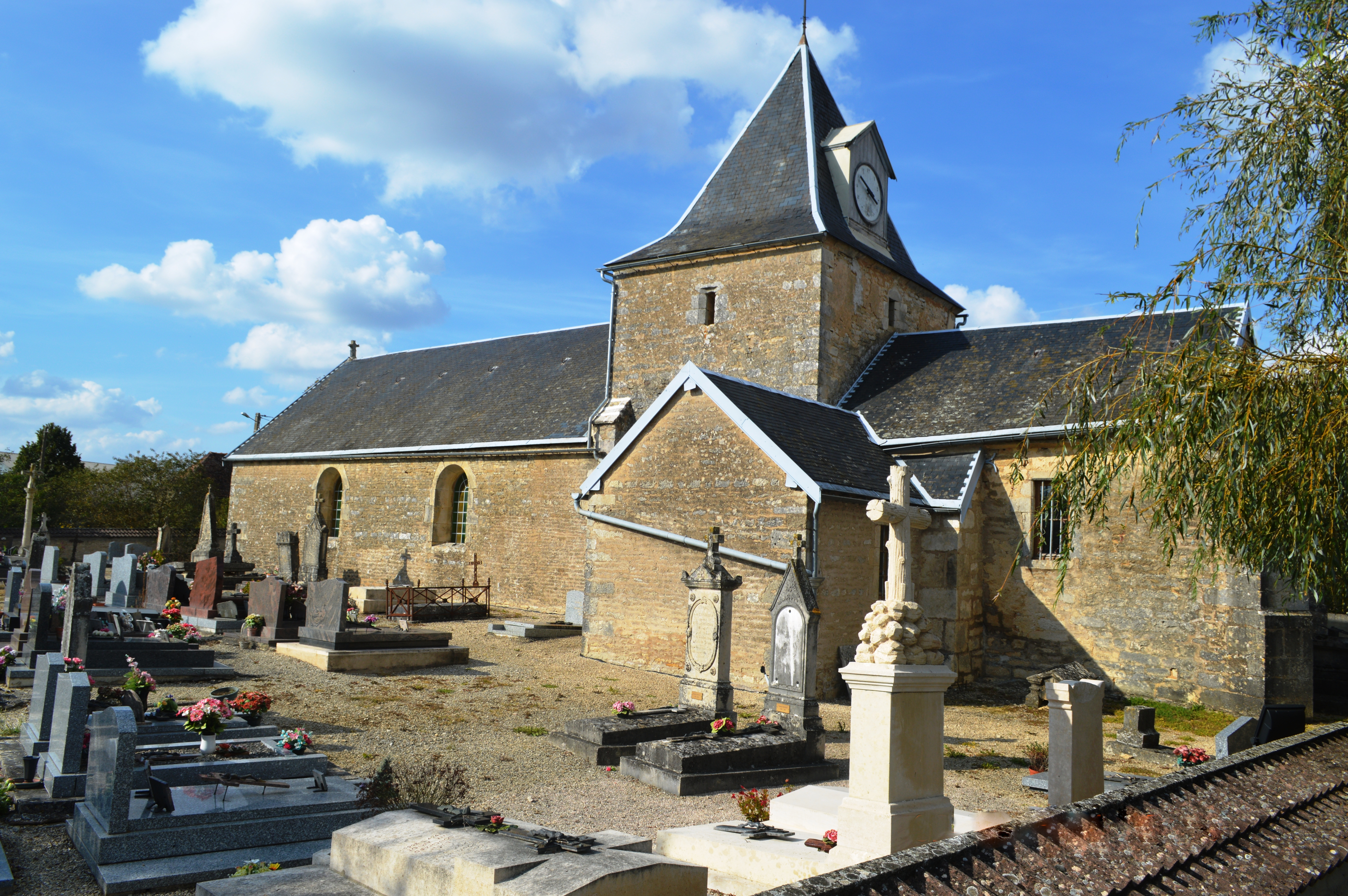
L'église de l'Assomption.

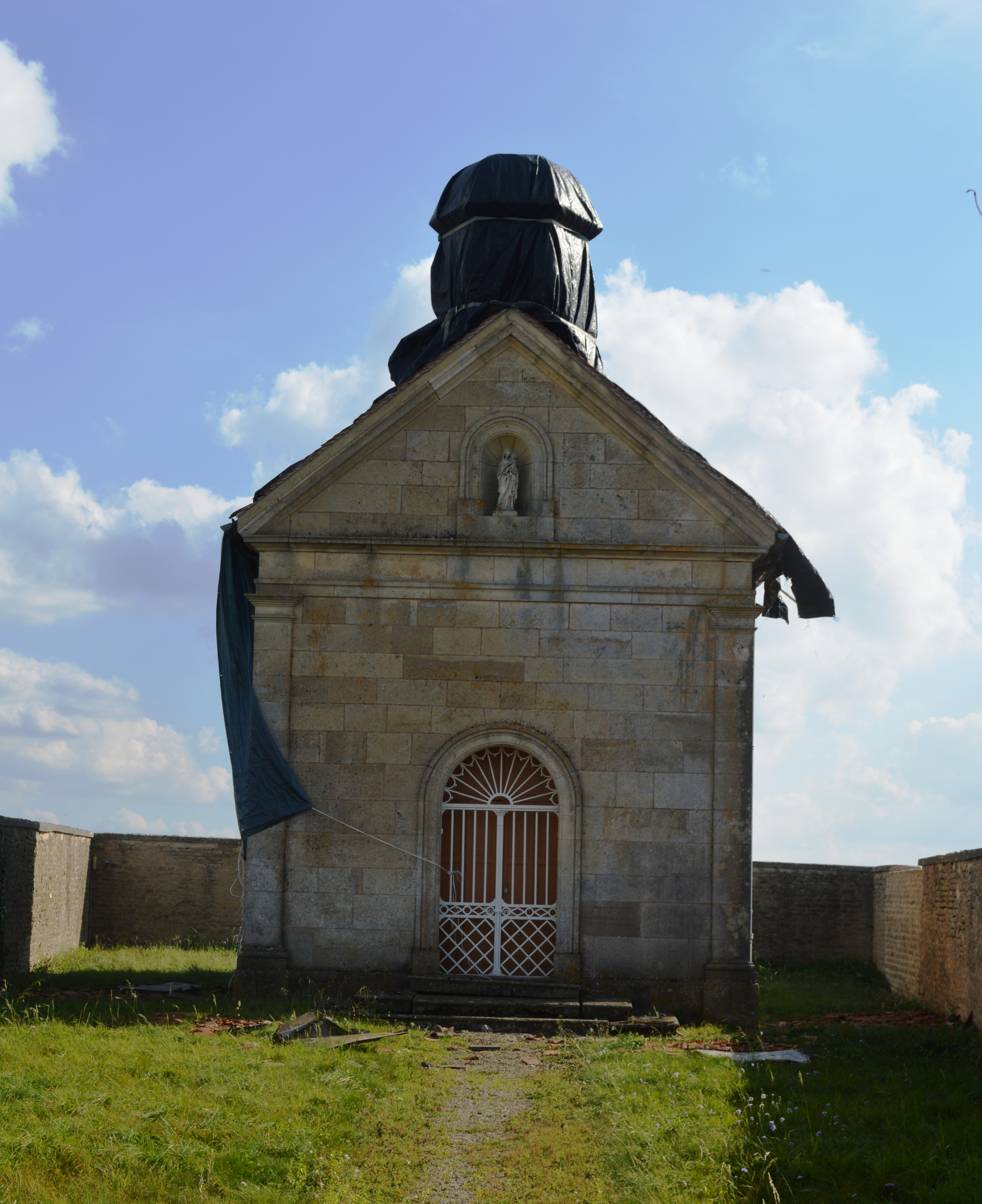
La chapelle Saint-Honoré.

### Lieux et monuments
- L'église de l'Assomption, en partie du XIVe siècle, possède un bas relief polychrome du XVIIIe siècle représentant le Sacré-Cœur de Jésus[17].
- La chapelle Saint-Honoré au toit de laves dont l'origine remonte au XIIe siècle renferme une statue en pierre polychrome du XVe siècle représentant saint Jean-Baptiste[18].
- La chapelle d'Ampilly-le-Haut, du XIXe siècle.
- Deux menhirs retiennent l'attention. Celui de la Grande Borne, haut de 1,80 m entre le village et la ferme de la Folie et celui de Tout-Y-Faut entre la ferme de Tout-Y-Faut et Meursanges.
- À l'ouest, on a identifié un camp préhistorique dans le bois de la Motte.